# 藤野高志
藤野高志（ふじのたかし、1975年12月-　）は、日本の建築家。建築設計事務所の生物建築舎を主宰。群馬県生まれ。

## 経歴
1994年、群馬県立高崎高等学校卒業。1998年、東北大学工学部建築学科卒業。卒業制作は漫画で表現。2000年、東北大学大学院都市・建築学博士前期課程修了。2000年、清水建設株式会社本社設計本部。2001年、はりゅうウッドスタジオ勤務。2006年、生物建築舎設立。2009年、生物建築舎内に「育描箱」共存。2012年から2015年、東北大学非常勤講師。
2012年より、前橋工科大学非常勤講師。2017年より、東洋大学非常勤講師。2017年より、武蔵野大学非常勤講師。2018年より、お茶の水女子大学非常勤講師。

## 主な作品と受賞歴
2019年
- 敷島のパン屋[2][3]
- 乙庭新社屋プロジェクト「覆（おおい）」[4]
- 「園」日本建築学会作品選集2019
- 「S市街区計画」（小野田泰明・髙橋一平と協働）日本建築学会作品選集2019

2018年
- 「鹿手袋の物語」 : LOCAL REPUBLIC AWARD入賞

2017年
- 「鹿手袋の保育園」SDレビュー2017朝倉賞[5]
- 「グリッド」ウッドワン2017空間デザイン施工例コンテスト入賞[6]
- 「鹿手袋の長屋」　日本建築学会作品選集2017[7]

2016年
- 広野町認定こども園整備事業基本設計委託事業プロポーザルコンペ　最優秀賞（関・空間設計と協働）
- 「貝沢の家」[8]　日本建築学会作品選集2018

2015年
- 「亀沢温泉家族風呂」日本建築学会作品選集2015
- 「根小屋の家」[9]

2014年
- 「七つの庭のある住まい」日本建築学会作品選集2014

2013年
- NEW HOUSE 2014 COMPETITION　ファイナリスト

2012年
- 高崎市新斎場プロポーザルにて最終発表者（株式会社サン設計と協働)
- 第32回 INAXデザインコンテスト　銅賞

2011年
- 「萩塚の長屋」[10]　日本建築学会作品選集2014
- 「天神山のアトリエ」[11]　日本建築学会作品選集2013　2013年日本建築学会作品選集新人賞 [12]
- 「路庭」
- World's Coolest Offices 2011　ファイナリスト
- 建築家のあかりコンペ 2011　2等優秀賞[13]
- 前橋市美術館プロポーザルコンペにて最終発表者/佳作（県設計，小阿瀬直と協働）

2010年
- 元総社県営住宅整備事業プロポーザルコンペ　選外佳作（小阿瀬直と協働）

2009年
- サントリーミドリエデザインコンテスト2009　2等優秀賞
- 群馬県中央児童相談所プロポーザルコンペにて最終発表者　２等優秀賞（小阿瀬直と協働）

2008年
- ArchiTV2008「写真と，建築」2等
- 2008.10　第35回日新工業建築設計競技　佳作

2006年
- ROOMS DESIGN PREMIO 2006　審査員特別賞隈研吾賞（林順孝と協働）

2000年
- 6th. Digital Design Competition　１等最優秀賞（清水建設チーム）

1998年
- 第25回日新工業建築設計競技　佳作[14]
- 角館木匠塾バス待合所実施コンペ　１等最優秀賞（東北大学チーム）

1997年
- 第1回JIA東北建築学生賞　最優秀賞

## 展覧会
2019 SPACESPACE展 　「曲」・水と土の芸術祭2015　建築倉庫ミュージアム、企画展『Nomadic Rhapsody-“超移動社会”がもたらす新たな変容-』　アーツ前橋『ここに棲む ― 地域社会へのまなざし』展覧会「空間を感じるということ 藤野高志展」他。